# Dinâmica da atmosfera
O estudo da dinâmica do escoamento atmosférico é fundamental na formação dos meteorologistas. Na forma de uma disciplina universitária, considera a cinemática e dinâmica dos fenômenos atmosféricos, tradicionalmente abordando os detalhes da estrutura e dinâmica dos escoamentos atmosféricos de latitudes médias e altas, como as frentes frias e o processo de formação de ciclones extratropicais (isto é, a chamada ciclogênese e anticiclogênese). Também considera as escalas espacial e temporal das forças atuantes na atmosfera, o que permite a separação dos termos das equações diferenciais que governam os movimentos nas diferentes escalas, ou seja, em grande escala, em escala sinóptica, em mesoescala e em microescala. As ondas atmosféricas também são um objeto de estudo e investigação da dinâmica atmosférica.
Nos cursos de meteorologia das universidades a dinâmica atmosférica é apresentada na forma de uma disciplina, em gral, oferecida em duas partes (totalizando mais de cem horas do curso). Em geral, os temas de estudo da dinâmica atmosférica incluem os seguintes tópicos:
1. Leis básicas de conservação;
2. Aplicações elementares das equações básicas;
3. Circulação atmosférica e vorticidade;
4. A camada limite planetária (CLP);
5. Modelo de escoamento quase-geostrófico;
6. Instabilidade barotrópica e baroclínica;
7. Tipos de ondas na atmosfera e sua propagação;
8. Dinâmica de latitudes médias e tropicais.

## Outras referências de interesse
- Wallace, J and P. V. Hobbs, 2006: Atmospheric Science: An Introductory Survey, Academic Press.
- Pettersen, S., 1956: Weather Analysis and Forecasting. Vol. 1, 2nd Edition. McGraw-Hill, New York, 428 pp.